# Ân điển cứu rỗi
Ân điển cứu rỗi hay còn có tên gọi khác là Ân điển đời đời hoặc Sự cứu rỗi đời đời hay Siêu Ân điển hay  Hội truyền giáo Tin lành (Good News Mission, tiếng Hàn: 기쁜소식선교회/Gi-ppeun-so-sik-sseon-gyo-hoe) là một phong trào tôn giáo mới theo hệ phái Cơ Đốc giáo có trụ sở tại Hàn Quốc được thành lập vào năm 1971 do mục sư Ock Soo Park. Đây là một trong một số phong trào tôn giáo mới ở Hàn Quốc được gọi là Guwonpa (Giáo phái cứu rỗi).. Trước đây giáo phái này theo hệ phái Tin lành Trưởng lão.

## Giáo lý
Tổ chức Ân điển cứu rỗi được coi là một dạng hệ phái đạo Tin Lành, nhưng giáo lý có nhiều sai lệch so với kinh Thánh. Giáo lý của tổ chức dựa trên 66 cuốn kinh thánh (29 cuốn Tân ước và 37 cuốn Cựu ước, giống với các tổ chức Tin lành khác) nhưng với cách hiểu và giải thích sai lệch nội dung kinh thánh như những người tin theo Ân điển cứu rỗi cho rằng: "Chúa Jêsu đã bị đóng đinh lên cây thập tự giá để chịu tội thay loài người, do đó khi loài người có những việc làm sai trái đã có chúa chịu tội, đồng thời tôn sùng ông Park Ock Soo là hiện thân của chúa Jêsu", tín đồ theo Ân điển cứu rỗi mặc nhiên “được chúa cứu rỗi, không còn tội khi vi phạm”, cổ súy lối sống phóng khoáng, tự do, vi phạm pháp luật, “sống trong tội lỗi mà không cần phải ăn năn và cảm thấy day dứt, hối hận” nên thu hút được hàng triệu tín đồ, nhất là tầng lớp thanh niên hư hỏng tham gia là mối nguy hại cho xã hội. Do đó, các tổ chức Tin lành chính thống tại Hàn Quốc và các nước coi Ân điển cứu rỗi là tà giáo. Hệ phái này tổ chức sinh hoạt hằng tuần, hằng tháng, khác với đạo Tin lành thuần túy, trong đó tuyên truyền về quan niệm cho rằng Chúa Jesu trên cây thánh giá đã chuộc tội cho loài người. Khi mà cầu nguyện, con người không còn tội lỗi gì nữa, tức là không cần xưng tội với Chúa và cổ suý cho lối sống phóng khoáng và sống trong tội lỗi, nhưng không có ăn năn, hối cải, không cảm thấy day dứt hối hận, dễ dàng vượt quá giới hạn về luân thường đạo lý. Điều này đi ngược lại với các hệ phái chính thống Tin lành đã được công nhận về mặt tổ chức và cấp đăng ký hoạt động tôn giáo.

## Tại Việt Nam
Giáo phái này du nhập vào Việt Nam từ năm 2007. Đây là tổ chức có giáo lý cực đoan, cổ súy cho những hành vi vi phạm pháp luật, không được Nhà nước Việt Nam công nhận và không được hoạt động trên lãnh thổ Việt Nam. Những người tin theo tổ chức bất hợp pháp này chủ yếu là đồng bào dân tộc thiểu số ở vùng sâu, vùng xa, vùng có điều kiện kinh tế, xã hội còn nhiều khó khăn, trình độ dân trí thấp. Lợi dụng nhận thức pháp luật còn hạn chế, các phần tử xấu thường xuyên đến vùng đồng bào dân tộc Mông cư trú để tuyên truyền, lôi kéo bà con theo tổ chức tà giáo Ân điển cứu rỗi, lôi kéo bà con nhân dân tham gia với những luận điệu tuyên truyền cực đoan, cổ vũ cho lối sống phóng túng, buông thả, dễ dàng vượt qua giới hạn về luân thường, đạo lý, không sợ bị pháp luật trừng phạt. Một số người Mông đã tin theo, làm cho tình hình an ninh nông thôn có nhiều diễn biến phức tạp, tiềm ẩn nguy cơ mất ổn định về an ninh, trật tự. Những người tin theo hoạt động của tổ chức này thuộc nhiều lứa tuổi, trình độ khác nhau, nhưng chủ yếu là thanh thiếu niên, phụ nữ, người già.
Trên địa bàn tỉnh Cao Bằng, tổ chức Ân điển cứu rỗi đã xuất hiện từ năm 2011 tại xã Đình Phùng, huyện Bảo Lạc, do đối tượng Hoàng Tràn Pyao làm trưởng nhóm, lấy tên gọi là nhóm Cốc Thốc. Trước đó, đối tượng này làm trưởng điểm nhóm Tin lành Việt Nam miền Bắc ở xóm Cốc Thốc, xã Đình Phùng, sau đó xuống Hà Nội học giáo lý Tin lành, đã bị đối tượng xấu lôi kéo tham gia tổ chức Ân điển cứu rỗi. Dưới sự điều hành, chỉ đạo của Pyao, trong 10 năm hoạt động, nhóm này đã đẩy mạnh tuyên truyền, phát triển đạo, lôi kéo được 24 hộ gia đình, 114 chức sắc, tín đồ các hệ phái Tin lành hợp pháp để mượn danh pháp nhân hoạt động, trong đó có 5 hộ, 28 tín đồ đến từ xóm Lũng Súng, xã Yên Lạc, huyện Nguyên Bình tham gia sinh hoạt chung vào tối thứ tư và chủ nhật hằng tuần. Địa điểm sinh hoạt là tại ngay chính tại nhà của Emmanuel Hoàng Tràn Pyao. Đến năm 2015, tổ chức “Ân điển cứu rỗi” đã phát triển sang xã Hưng Đạo, huyện Bảo Lạc, do đối tượng Hà Văn Nhỏi lấy tên gọi là “Bình an”.
Tại tỉnh Yên Bái, những đối tượng tin theo Ân điển cứu rỗi đẩy mạnh tuyên truyền, phát triển tổ chức, lôi kéo tín đồ thuộc các hệ phái Tin lành chính thống, các đối tượng cầm đầu, cốt cán tại Hà Nội tích cực thông qua hoạt động từ thiện, đào tạo nghề, tổ chức tham quan, du lịch, hội nghị, hội thảo ở nước ngoài để lôi kéo sinh viên, thanh niên tin theo Ân điển cứu rỗi, gây khó khăn trong công tác quản lý nhà nước về tín ngưỡng, tôn giáo và tiềm ẩn phức tạp về an ninh trật tự. Theo thống kê thì tỉnh Yên Bái đã có trên 90 hộ với 536 khẩu người dân tộc Mông tại các huyện Mù Cang Chải, Văn Chấn, Trạm Tấu, Trấn Yên, Văn Yên bị tác động sinh hoạt theo giáo lý của tổ chức Ân điển cứu rỗi. Sùng A Thờ (ở thôn Quyết Tiến, xã Hồng Ca, huyện Trấn Yên) cho biết, do nhận thức kém, bị các đối tượng dụ dỗ, lôi kéo, tham gia tổ chức tôn giáo Ân điển cứu rỗi. Khi được chính quyền và lực lượng công an tuyên truyền, anh đã từ bỏ tham gia tổ chức bất hợp pháp này. Ngoài ra, Công an cũng đã lật tẩy những luận điệu sai trái, thức tỉnh người dân tại xã Phú Đô, huyện Phú Lương, tỉnh Thái Nguyên khỏi những ảo vọng vô căn cứ trở về cuộc sống bình yên vốn có.